# أوليفيا آرثر
أوليفيا آرثر (بالإنجليزية: Olivia Arthur) هي مصورة بريطانية، ولدت في 1980 في لندن في المملكة المتحدة.